# Seznam ragbyových klubů v Česku v sezóně 2019/2020
Seznam ragbyových týmů v České republice v sezóně 2019/2020.

## KB Extraliga
- RC Bystrc
- RC Dragon Brno
- RK Petrovice
- RC Praga Praha
- RC Říčany
- RC Slavia Praha
- RC Sparta Praha
- RC Tatra Smíchov
- JIMI RC Vyškov
- RC Zlín

## KB První liga
- RC Havířov
- ARC Iuridica Praha
- RC Olomouc
- RC Praga Praha B
- RC Přelouč
- RC Slavia Praha B
- TJ Sokol Mariánské Hory

## Mimo ligu
- RC Písek
- RK Strakonice